# Manuel Martí i Saragossà
Manuel Martí i Saragossà (Orpesa, Plana Alta, 19 de juliol de 1663 - Alacant, 21 d'abril de 1737), escriptor, hel·lenista, epigrafista, arqueòleg i humanista valencià.

## Biografia
Entre 1673 i 1676 va estudiar Gramàtica a Castelló sota el magisteri de Miguel Falcó, admirador de Joan Lluís Vives i del Brocense; en 1676 va començar a estudiar Filosofia i, posteriorment, Teologia a la Universitat de València, sense graduar-se; va formar part de les Acadèmies del Parnàs i de l'Alcázar i va estar algun temps a Osca en 1681.
En 1686 està ja a Roma i en 1688 va publicar allí Sylva de Tyberis alluvione. Inicia per si mateix l'estudi del grec clàssic i altres llengües. Va entrar al servei del cardenal José Sáenz d'Aguirre, sent el seu bibliotecari des de 1688, i va escriure una sèrie de poemes en llatí que van quedar inèdits. De 1693 a 1694 Sáenz d'Aguirre publica a Roma la Collectio Maxima Conciliorum omnium Hispaniae et novi orbis en la qual Martí havia treballat; fa alguns treballs erudits i de filologia: Notae in Theocritum, Tractatus en 1694 escriu Satyromastix atacant a monsenyor Segardi qui, sota el pseudònim de Q. Sectano, havia escrit Satyrae... contra Giovanni Vincenzo Gravina. Va participar a Roma en l'Acadèmia de l'Arcàdia i en l'Acadèmia dels Infecondi. És en este període quan pronuncia Pro crepitu ventris, "En defensa del pet", publicat més tard a Madrid (1737) i en l'edició d'Epistolarum d'Amsterdam (1738). En 1696 edita a Roma la Bibliotheca Hispana Vetus de Nicolás Antonio. Davant les divergències entre el cardenal Sáenz d'Aguirre i el duc de Medinaceli, Martí va demanar el deanat d'Alacant; mentre es va graduar "in utroque iure" a la Universitat de Roma "La Sapienza".
Va arribar a Alacant al desembre. El gener de 1697 s'ordena de sacerdot i entre 1699 i 1704 resideix a València, després d'aconseguir el nomenament de coadjutor amb dret a successió. Dirigeix l'Acadèmia del Marquès de Villatorques, de la qual formen part, entre d'altres, els novatores Tomás Vicente Tosca, Juan Bautista Corachán, Miñana, Rodríguez... Comença la traducció de les Rapsòdies d'Eustatio comentant Homer. En 1702 troba a la biblioteca de Cervellón l'obra poètica llatina de l'humanista del segle XVI Hernán Ruiz de Villegas, per la qual s'entusiasma i que pretén editar. Visita el teatre de Sagunt que descriu en carta a Félix Antonio Zondadari, germà del nunci a Madrid; en 1704 es va establir a Madrid al servei del Duc de Medinaceli; en 1707 té correspondència amb el Marquès de Mondéjar i en 1708 amb Juan Interián d'Ayala, un dels fundadors de la Reial Acadèmia de la Llengua Espanyola. En 1710 mor el seu protector, el Duc de Medinaceli, i entre 1711 i 1715 viatja a Andalusia i realitza excavacions en Itàlica.
En 1715 va tornar a Madrid, on Daubenton, el confessor francès de Felip V, va rebutjar la seua candidatura a bibliotecari reial, plaça per a la qual és nomenat Juan de Ferreras. En 1716 se'n va a viure a Alacant i comença la seua amistat amb Felipe Bolifón, un napolità amic de Gravina i de Montfaucon; a qui escriu per primera vegada. En 1717 embarca al maig cap a Roma i en 1718 escriu el seu Apaterosis. Assisteix a Gravina en l'hora de la mort. Al desembre torna a Espanya i s'estableix definitivament a Alacant. En 1719 escriu la dedicatòria, en nom de Jacobo Pizzeo, del tom III de Decisionum Rotae Romanae Collectio. El 2 de desembre de 1720 Gregori Maians, des de Salamanca, escriu la primera carta a Martí i comença la seua amistat; fruit de la qual serà en 1722 l'edició per part de Maians de l'Apasterosis del Deán a Madrid, per mitjà de César Bolifón; en 1726 Martí ven la seua biblioteca. En 1730, arran d'una visita del baró Schomberg a Martí i a Maians, naix la relació d'este últim amb Menken i els redactors d'Acta eruditorum de Leipzig; en 1731 Maians proposa al degà Martí l'edició de les seves Epistolarum libri duodecim; en 1734 és publicada a Venècia l'obra poètica de Ruiz de Villegas i en 1735 apareix a Madrid I. Martini, Ecclesiae Alonensis Decani, Epistolarum Libri duodecim. El 21 d'abril de 1737 mor el deán Martí a Alacant i l'any següent surt la segona edició d'Epistolarum libri duodecim de Martí en Amsterdam.

## Obres
- Sylva de Tyberis alluvione, Roma, 1688.
- Notae in Theocritum.
- Satyromastix.
- Apasterosis, Madrid, 1722.
- Epistolarum Libri duodecim, Madrid, 1735; segona edició, Amsterdam, 1738.
- Pro crepitu ventris, Madrid, 1737.